# Fiera del Tartufo

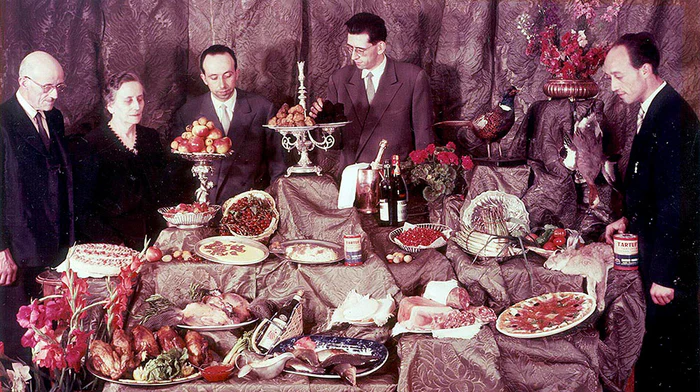
Hotel Savona - Banchetti di Giacomo Morra

La Fiera Internazionale del Tartufo Bianco d'Alba, abbreviata Fiera del Tartufo, è una rassegna enogastronomica che si tiene ogni anno ad Alba, in Piemonte, mirata a promuovere i prodotti gastronomici del territorio, fra cui i tartufi e i vini.

## Storia

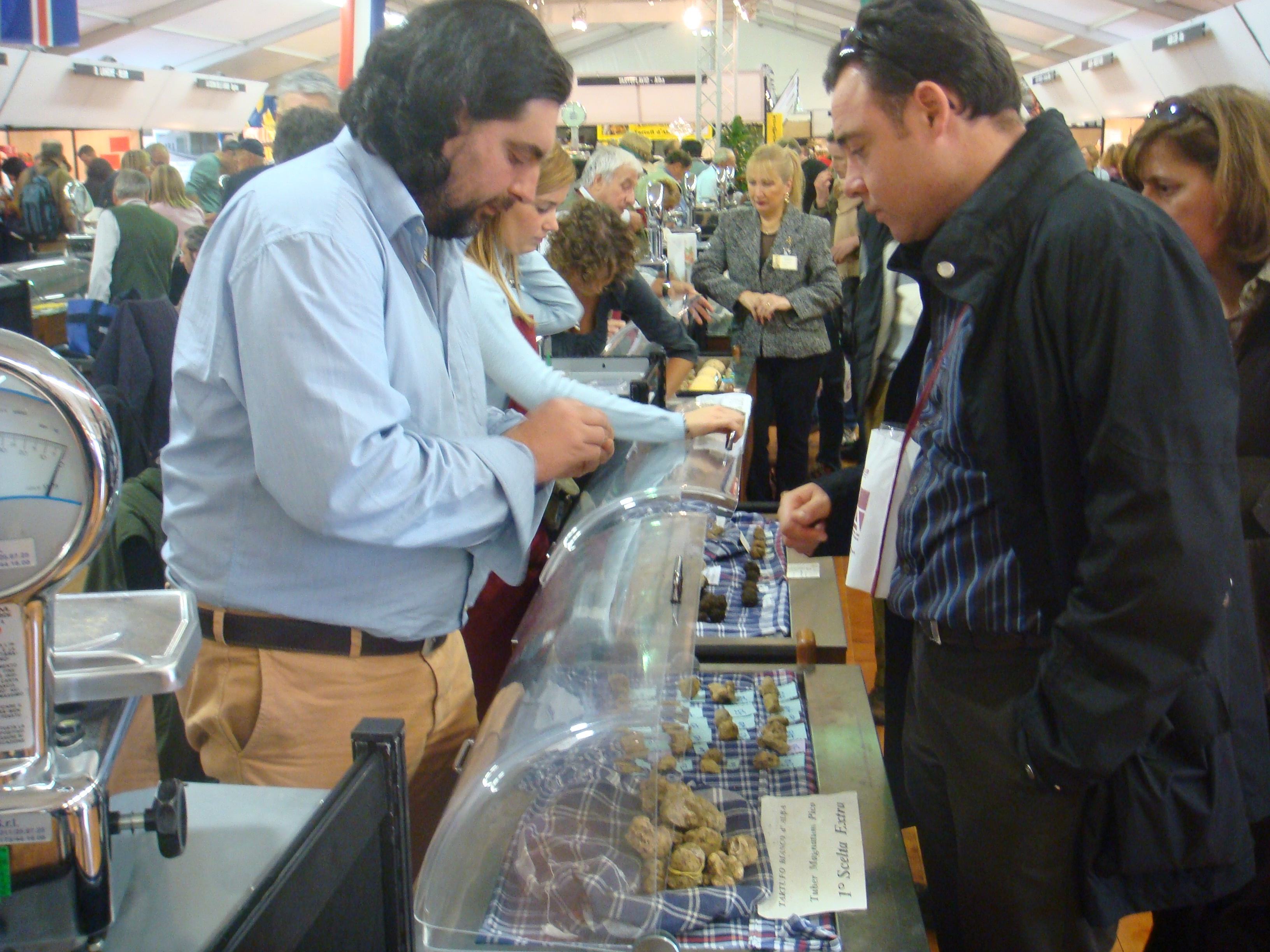
Bancarelle che espongono i tartufi durante la Fiera

La Fiera del Tartufo venne lanciata nel 1929 su iniziativa di Giacomo Morra, albergatore e ristoratore che decise di inaugurare un evento dedicato ai tartufi inserita in occasione dei festeggiamenti della Festa Vendemmiale, che si teneva ogni anno in autunno presso la città di Alba. Nel 1933, l'evento prese il nome di "Fiera del Tartufo" e, a partire da quell'anno, fecero la loro comparsa anche i vini tipici del luogo. Nel 1942, la Fiera durò solo tre giorni a causa dello scoppio del grande conflitto mondiale e ripartì nel 1945. A partire dal decennio successivo, la manifestazione si pose il compito di promuovere le nuove aziende e i prodotti gastronomici e non dell'Albese. Venne anche ricostituito il locale Palio degli asini, evento collaterale alla rassegna enogastronomica che riprese a partire dal 1967, e iniziarono a essere tenute rievocazioni medievali. Nel 1973 la Fiera venne qualificata "nazionale". Oggi la Fiera del Tartufo di Alba vede affluire centinaia di migliaia di turisti da tutto il mondo all'anno.

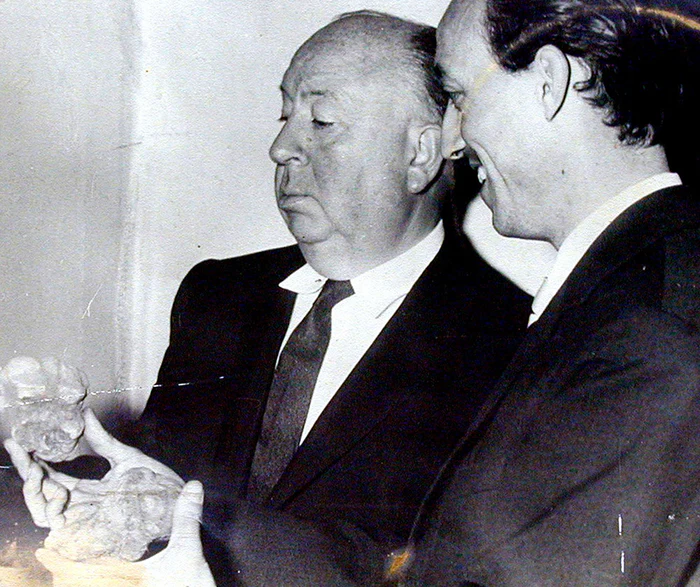
Alfred Hitchcock con Mario Morra figlio di Giacomo Morra

## I "tartufi dell'anno"

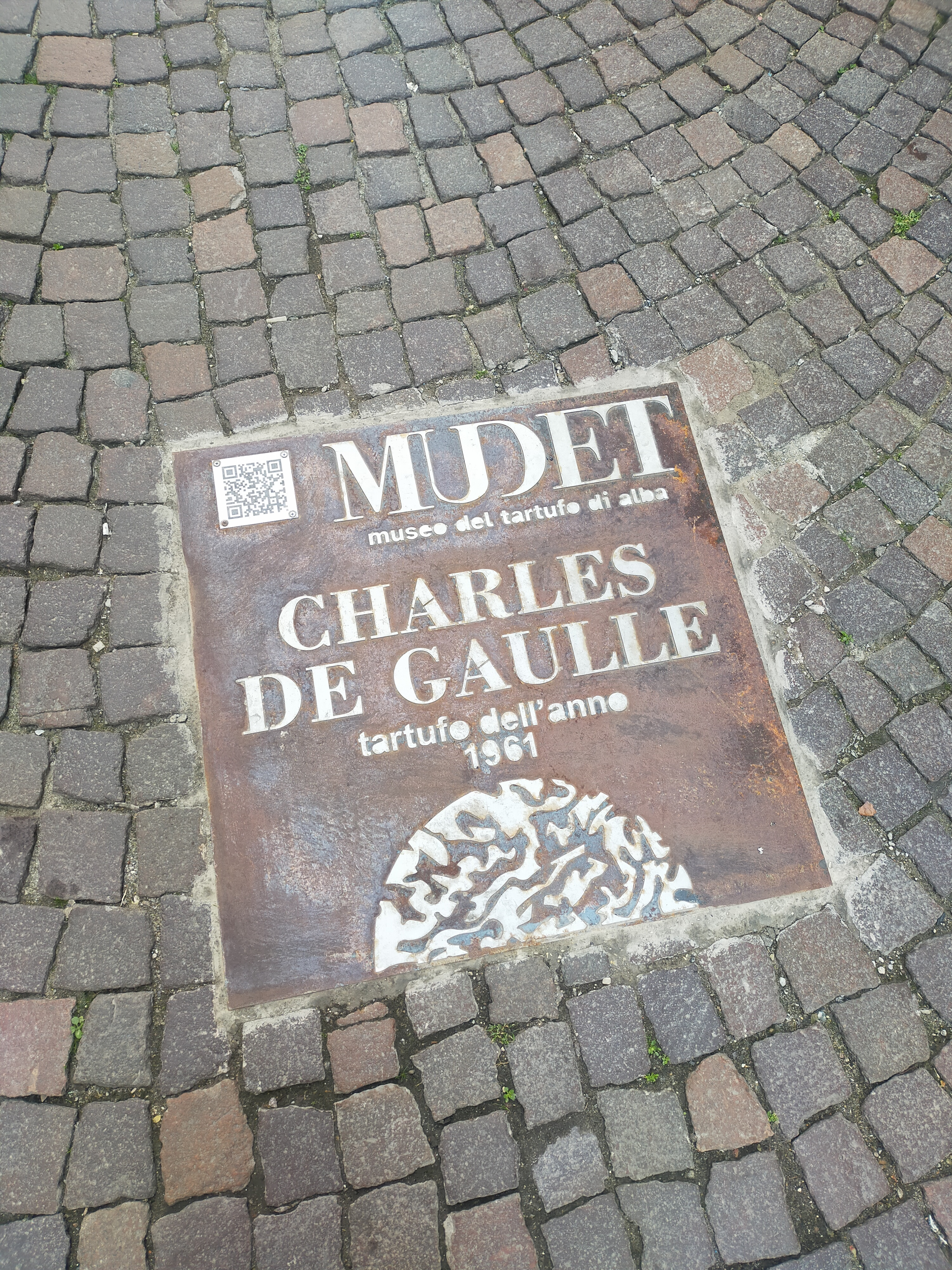
Targa che commemora il "tartufo dell'anno" donato a Charles de Gaulle collocata in Via Vittorio Emanuele II, ad Alba

Nel corso di ogni edizione della Fiera viene donato un tartufo di grandi dimensioni a un personaggio famoso. Questa ricorrenza si riallaccia alla tradizione contadina, un tempo radicata nelle Langhe e nel Roero, di donare un tartufo alle autorità del paese o ai professionisti.
Durante alcune edizioni sono stati donati dei "tartufi dell'anno" a due o più personaggi famosi. Gli unici che ne hanno ricevuti più di uno sono Papa Giovanni Paolo II (1978, 1979), Papa Francesco (2017, 2023), Baldovino del Belgio (1961, 1963), Sofia Loren (1955, 2004) e Marcello Lippi (1997, 2006).
- 1929 – Benito Mussolini
- 1936 – Rodolfo Graziani
- 1938 – Umberto II di Savoia
- 1939 – Vittorio Emanuele III
- 1948 – Winston Churchill
- 1949 – Rita Hayworth
- 1950 – Alcide De Gasperi
- 1951 – Harry Truman
- 1952 – Luigi Einaudi
- 1954 – Marilyn Monroe
- 1955 – Gina Lollobrigida, Sofia Loren, Hailé Selassié
- 1957 – Sa'ud dell'Arabia Saudita
- 1958 – Margaret, contessa di Snowdon, Giovanni Gronchi, Ercole Baldini
- 1959 – Ike Eisenhower, Nikita Chruščëv, Elisabetta II del Regno Unito
- 1960 – Baldovino del Belgio
- 1961 – John Fitzgerald Kennedy, Charles De Gaulle
- 1962 – John Snider, Jacqueline Kennedy Onassis, Papa Giovanni XXIII
- 1963 – Baldovino del Belgio, Antonio Segni
- 1964 – Lyndon Johnson
- 1965 – Giuseppe Saragat
- 1966 – Aldo Moro
- 1967 – Harold Wilson, Amintore Fanfani
- 1968 – Mina Mazzini, Walter Chiari, Elizabeth Yarwood
- 1969 – Mariano Rumor
- 1970 – Emilio Colombo
- 1971 – Giovanni Leone
- 1978 – Papa Giovanni Paolo II
- 1979 – Papa Giovanni Paolo II
- 1981 – Sandro Pertini
- 1983 – Cino Ricci
- 1984 – Alberto Sordi
- 1985 – Monica Vitti
- 1986 – Ronald Reagan
- 1988 – Ornella Muti
- 1989 – Gianni Agnelli
- 1990 – Luciano Pavarotti
- 1991 – Valentino Garavani
- 1992 – Antonio Di Pietro
- 1993 – Alì Rashid, Oded Ben Hur
- 1994 – Pippo Baudo
- 1997 – Marcello Lippi
- 1998 – Alberto Grimaldi
- 1999 – Rudolph Giuliani
- 2000 – Gigi Sabani
- 2001 – Luciano Modica
- 2002 – Mike Bongiorno
- 2003 – Gérard Depardieu
- 2004 – Sofia Loren
- 2005 – Alain Delon
- 2006 – Marcello Lippi
- 2007 – Sergio Marchionne
- 2008 – Gianluigi Gabetti
- 2009 – Francis Ford Coppola
- 2010 – Fabio Fazio
- 2011 – Giorgio Napolitano, Penelope Cruz
- 2012 – Claudia Cardinale
- 2013 – Vicente González Loscertales
- 2014 – Werner Herzog
- 2015 – Mauro Salizzoni e collaboratori
- 2016 – Bebe Vio
- 2017 – Papa Francesco
- 2018 – Ludovico Einaudi
- 2019 – Liliana Segre
- 2021 – Carlo Messina
- 2022 – Giovanni Malagò[5]
- 2023 – Papa Francesco[6]